# Ophiomyia labiatarum
Ophiomyia labiatarum este o specie de muște din genul Ophiomyia, familia Agromyzidae, descrisă de Erich Martin Hering în anul 1937. Conform Catalogue of Life specia Ophiomyia labiatarum nu are subspecii cunoscute.